# 環境運動連合
環境運動連合（かんきょう うんどう れんごう）は、韓国における代表的な環境保護運動団体である。略称は「環境連合」。韓国における代表的な市民運動団体である経済正義実践市民連合（経実連）や参与連帯とも協力して、様々な環境保護運動を展開している。

## 設立の経緯
1993年4月2日、韓国における環境保護運動を主導してきた公害追放運動連合、釜山公害追放市民運動協議会、大邱公害追放運動協議会、光州環境運動市民連合、馬山/昌原公害追放市民運動協議会、蔚山公害追放市民運動協議会、木浦緑色研究会など8団体により、環境運動の全国的共同体として創立した。
同連合は、生態系が人々の無分別な行為によって、深刻に汚染されている状況を認識した上で、生活改善と環境運動を通し、この世界を安全で平和な生活基盤に作り替えることを目的にしている。

## これまでの主要な活動
- 1992年：洛東川水質対策運動
- 1993年：安眠島核廃棄場建設反対運動
- 1995年：堀業島核廃棄場建設反対運動
- 1996年：ラムサール条約実践のための森林保護運動の展開、海印寺ゴルフ場建設反対運動
- 1997年：ムンジャンデ・ヨンファ温泉建設反対運動、台湾の核廃棄物を北朝鮮に搬入することに反対する運動の展開、ウィチョン工業団地建設反対運動展開
- 1998年：パルダン上水源保護運動の展開、環境ホルモン反対運動
- 1999年：韓国における干潟の保護運動、東川ダム建設反対運動
- 2000年：セマングム干拓反対運動の展開、ソンアク山建設反対運動